# Prałatura terytorialna Aiquille
Prałatura terytorialna Aiquille (łac. Territorialis Praelatura Aiquilensis) – katolicka prałatura terytorialna w Boliwii, sufragania metropolii Cochabamba. Została erygowana 11 grudnia 1961 roku.

## Główne świątynie
- Katedra: Katedra św. Piotra w Aiquille

## Prałaci
- Jacinto Eccher OFM (1961–1986)
- Adalberto Arturo Rosat OFM (1986–2009)[1]
- Jorge Herbas Balderrama OFM (od 2009)[1]